# Wattianus queenslandicus
Wattianus queenslandicus is een keversoort uit de familie Archeocrypticidae. De wetenschappelijke naam van de soort is voor het eerst geldig gepubliceerd in 1981 door Zoltán Kaszab.